# Schefflera subavenis
Schefflera subavenis là một loài thực vật có hoa trong Họ Cuồng cuồng. Loài này được (Blume) Hochr. miêu tả khoa học đầu tiên năm 1925.